# Józef Barzycki

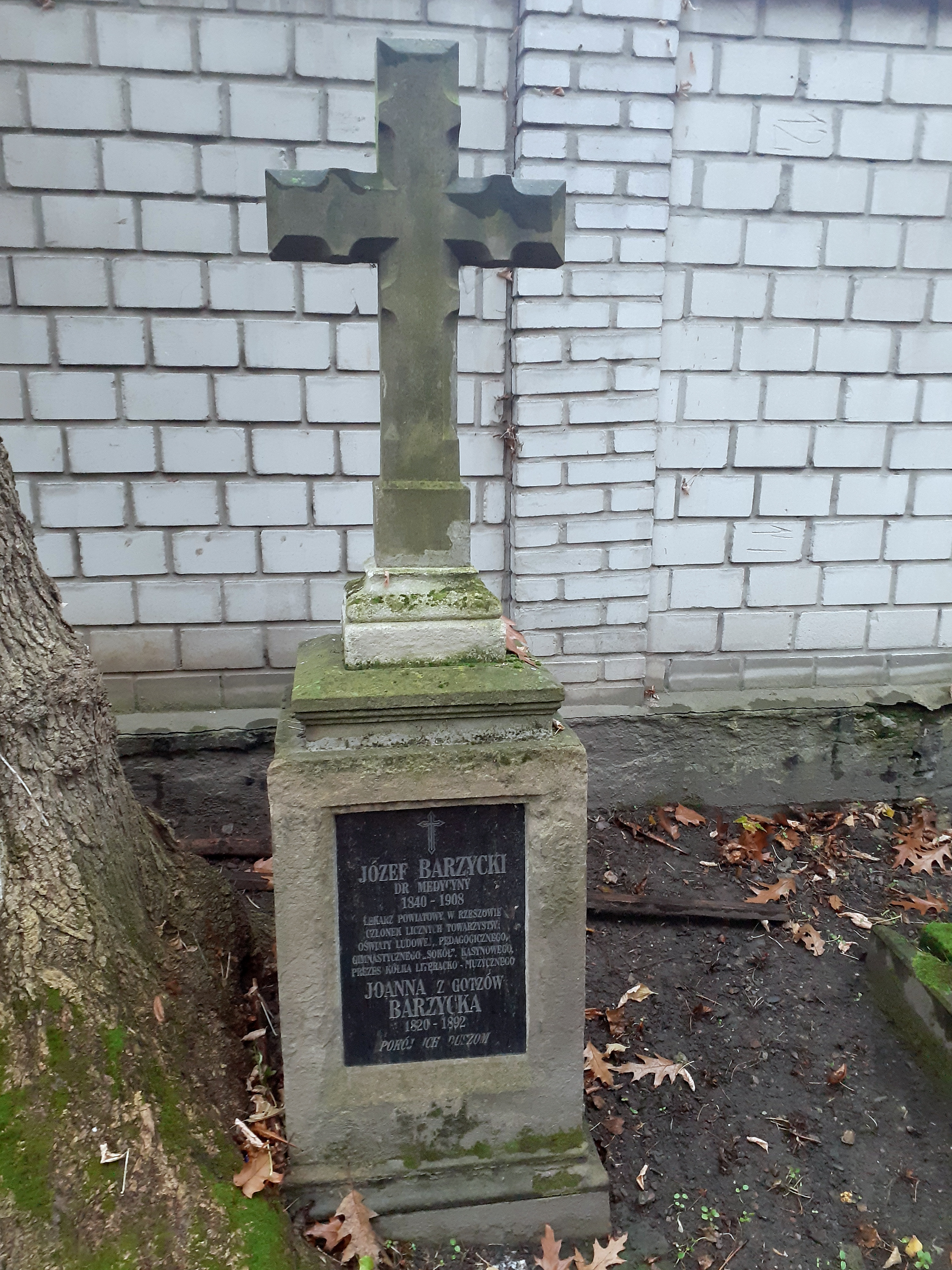
Grób J. Barzeckiego i jego matki na cmentarzu w Rzeszowie

Józef Barzycki (ur. 14 kwietnia 1841, zm. 9 grudnia 1908 w  Rzeszowie) – lekarz galicyjski.

## Życiorys
Urodził się 14 kwietnia 1841 w rodzinie Adama herbu Nieczuja, milicjanta w Wolnym Mieście Krakowie i jego żony Joanny z domu Gotz. Ukończył studia na Wydziale Medycznym Uniwersytetu Jagiellońskiego. Tytuł doktora medycyny otrzymał w 1866 a po dwóch latach został magistrem położnictwa i doktorem chirurgii.
Odbył praktykę w szpitalu św. Łazarza w Krakowie i w latach 1868-78 pracował na Kresach Wschodnich. W 1878 osiedlił się w Rzeszowie i pracował jako lekarz powiatowy. Należał do założycieli Towarzystwa Lekarzy Galicyjskich i przez kilka kadencji był przewodniczącym sekcji rzeszowskiej. Brał czynny udział w życiu społecznym miasta, należał do wielu organizacji społecznych m.in.: Macierz Szkolna, Towarzystwa Oświaty, Towarzystwa Pedagogicznego, Towarzystwa Gimnastycznego "Sokół" oraz był prezesem Kółka Literacko-Muzycznego.
Zmarł w Rzeszowie 9 grudnia 1908 i pochowany został wraz ze swoją matką na Starym Cmentarzu w Rzeszowie.

## Twórczość
Józef Barzycki był autorem kilku opublikowanych prac dotyczących higieny, epidemiologii i statystyki:
- "Pouczenie o postępowaniu podczas panującej cholery"; Kraków 1894,[3]

- "Zbiór ustaw i rozporządzeń sanitarnych ze szczególnem uwzględnieniem Galicyi i W. Księstwa Krakowskiego"; Lwów 1899[4]

- "O pielęgnowaniu zdrowia. Dla użytku ludu wiejskiego"; Kraków 1892[5]

- "Szkice statystyczne o śmiertelności w Austryi z lat ośmiu (1875-1882) ze szczegółowem uwzględnieniem Galicyi i W. Ks. Krakowskiego"; Rzeszów 1886[6]

- "Woda do picia i do użytku domowego w Galicyi i W. Ks. Krakowskiem"; Lwów 1907[7]